# 加戸村
加戸村（かとむら）は福井県坂井郡にあった村。現在の坂井市の北西部、三国市街の東方一帯にあたる。

## 地理
- 河川 ： 竹田川

## 歴史
- 1889年（明治22年）4月1日 - 町村制の施行により、嵩村、平山村、西谷村、覚前村、水居村、加戸村及び池上村の区域をもって、加戸村が発足する。
- 1954年（昭和29年）3月31日 - 三国町、新保村、雄島村及び加戸村が合併して、改めて三国町が発足する。

## 交通

### 鉄道路線
- 京福電気鉄道
  - 三国芦原線（現・えちぜん鉄道三国芦原線）
    - 水居駅